# 1898年至1899年英格蘭足總盃
1898/99球季英格蘭足總盃（英語：FA Cup），是第28屆英格蘭足總盃，今屆賽事的冠軍是錫菲聯，他們在決賽以4:1擊敗打比郡，奪得冠軍。本屆賽事繼續在水晶宮國家體育中心舉行。
錫菲聯首次奪得冠軍，打比郡繼去屆奪亞後再次飲恨。

## 外部連結
1. 英格蘭足總盃官網Archive-It的存檔，存档日期2012-04-24
2. 英格蘭足總盃 歷屆冠軍（页面存档备份，存于）